# 1896年夏季奧林匹克運動會游泳男子水手100米自由泳比賽
男子水手100米自由泳比賽是1896年夏季奧林匹克運動會游泳比賽四個比賽項目之一，水手100米自由泳比賽是游泳比賽第一場賽事。比賽僅開放給希臘皇家海軍的水手參與，原本有十一位希臘水手參加，但只有三人有出場比賽，獲勝時間比男子100米自由泳比賽慢了近一分鐘。
這項只限希臘皇家海軍水手參加的比賽是1896年奧運會上的一個獨特事件。一般來說，奧運會比賽項目都是對所有參賽者開放。比爾·比爾·馬倫 (Bill Mallon) 在他關於1896年奧運會的書中談到這項賽事時表示懷疑。儘管有關這個比賽是否應該被視為奧運會項目的爭議，但它仍然被列入國際奧委會的奧運獎牌得主數據庫中。有趣的是，在現代奧運會的早期，沒有記錄顯示皮埃尔·德·顾拜旦或其他重要人物反對將這場比賽視為奧運會項目。
比賽形式為游泳者被乘船帶到海灣，然後所有泳將同時游向海岸。

## 賽程
水手100米自由泳是游泳項目的第二場。
| 日期          | 時間  | 階段 |
| ------------- | ----- | ---- |
| 1896年4月11日 | 11:00 | 決賽 |

## 賽果
| 排名 | 參加者                | 国家 | 紀錄   |
| ---- | --------------------- | ---- | ------ |
| 金牌 | 約安尼斯·馬洛基尼斯   | 希腊 | 2:20.4 |
| 銀牌 | 斯皮里登·查札皮斯     | 希腊 | 不詳   |
| 銅牌 | 迪米特里奧斯·德里瓦斯 | 希腊 | 不詳   |